# 達維德基夫齊 (赫梅利尼茨基區)
49°25′51″N 27°7′3″E / 49.43083°N 27.11750°E
達維德基夫齊（烏克蘭語：Давидківці）是位於烏克蘭西部的村莊，由赫梅利尼茨基州裡赫梅利尼茨基區的赫梅利尼茨基市鎮負責管轄。該村始建於1793年，面積3.46平方公里，海拔高度344米，2001年人口1,938，人口密度每平方公里560.1人。